# Bundesautobahn 255
L'autostrada 255, in tedesco Bundesautobahn 255, è un corto raccordo nei pressi di Amburgo, lungo poco più di 2 km che si dirama dalla A 1.

## Percorso
| A 255 |           |                                     |     |                |                |
| Tipo  | n° uscita | Indicazione                         | km  | Corrispondenze | Strada europea |
|       |           | Hamburg Veddel                      | 2,4 |                |                |
|       |           | Quadrivio di Hamburg Sud (Nordteil) | 1,0 |                |                |
|       |           | Quadrivio di Hamburg Sud (Sudteil)  | 0,0 |                |                |